# 大科梅舒瓦特卡
47°48′37″N 35°17′0″E / 47.81028°N 35.28333°E
大科梅舒瓦特卡（烏克蘭語：Велика Комишуватка）是位於烏克蘭東南部的鄉村居民點，由扎波羅熱州扎波羅熱区的斯泰普內市鎮負責管轄。該鄉處於莫克拉莫斯科夫卡河左岸，始建於1946年，面積2.3平方公里，海拔高度75米，2001年人口139。